# جنگ کاستلاماره
جنگ کاستلاماره ( تلفظ ایتالیایی: [kaˌstɛllamˈma:re] ) یک جنگ خونین قدرت برای کنترل مافیای ایتالیایی-آمریکایی بود که از فوریه ۱۹۳۰ تا ۱۵ آوریل ۱۹۳۱ در شهر نیویورک بین طرفداران جو ماسریای رئیس و سالواتوره مارانزانو رخ داد . نام این جنگ از شهر Castellammare del Golfo ، زادگاه مارانزانو ، در سیسیل گرفته شده‌است. در پایان جناح مارانزانو پیروز شد ، خانواده‌های جنایتکار شهر نیویورک را به پنج خانواده تقسیم کرد و خود را capo di tutti capi ("رئیس همه روسا") معرفی کرد. با این حال پس از مدت کوتاهی در سپتامبر ۱۹۳۱ ، به دستور لاکی لوچیانو به قتل رسید ، لوچیانو سپس برای جلوگیری از چنین جنگ‌هایی در آینده مجمعی به نام " کمیسیون " (گروهی از خانواده‌های مافیایی با قدرت برابر و با امضای توافقنامه تقسیم قدرت) را بوجود آورد.